# Naomi Long
Naomi Rachel Long (ur. 13 grudnia 1971 w Belfaście) – brytyjska i północnoirlandzka polityk, inżynier oraz samorządowiec, liderka Alliance Party of Northern Ireland, posłanka do Zgromadzenia Irlandii Północnej i do Izby Gmin, deputowana do Parlamentu Europejskiego IX kadencji, minister w rządzie Irlandii Północnej.

## Życiorys
Z wykształcenia inżynier budownictwa, absolwentka Queen’s University Belfast. Pracowała jako inżynier konsultant. Dołączyła do ugrupowania Alliance Party of Northern Ireland. W 2001 po raz pierwszy została radną miejską w Belfaście. W 2003 i 2007 wybierana do Zgromadzenia Irlandii Północnej, była zastępczynią lidera swojej partii. W kadencji 2009–2010 sprawowała urząd burmistrza Belfastu.
W 2010 za drugim podejściem została wybrana do Izby Gmin z okręgu wyborczego Belfast East. Nie utrzymała mandatu w 2015. W wyniku wyborów w 2016 powróciła w skład Zgromadzenia Irlandii Północnej, z powodzeniem ubiegała się o reelekcję w 2017.
Również w 2016 zastąpiła Davida Forda na funkcji lidera Alliance Party of Northern Ireland. W wyborach w 2019 uzyskała mandat posłanki do Parlamentu Europejskiego IX kadencji. Utraciła go z końcem stycznia 2020 w związku z brexitem. Wcześniej w tym samym miesiącu ponownie zasiadła w parlamencie Irlandii Północnej, wybrana na kolejną kadencję w 2022.
W 2020 jej ugrupowanie dołączyło do wielopartyjnego gabinetu Irlandii Północnej pod przywództwem Arlene Foster, którego powołanie zakończyło długotrwały kryzys polityczny. Naomi Long w styczniu 2020 objęła w tym rządzie stanowisko ministra sprawiedliwości. Pozostała na tej funkcji również, gdy na czele gabinetu w 2021 stanął Paul Givan; urząd ten sprawowała do października 2022. Powróciła na ten urząd w lutym 2024 w nowo powołanym rządzie Michelle O’Neill.

## Życie prywatne
Zamężna z samorządowcem Michaelem Longiem. W 2017 ujawniła, że przez wiele lat zmagała się z endometriozą.